# Sheffield Wednesday FC
Sheffield Wednesday FC is een Engelse voetbalclub uit Sheffield, opgericht op woensdag 4 september 1867 en uitkomend in de Championship.

## Geschiedenis
De club werd oorspronkelijk in 1820 opgericht als een cricketclub onder de naam The Wednesday Cricket Club ( de naam Wednesday gaat terug op het feit, dat de leden van de cricketclub op woensdag vrij waren van werk- en andere verplichtingen) , terwijl het voetbal diende om de spelers in de wintermaanden bij elkaar te houden, en als een soort training. Het voetbalteam was echter veel succesvoller dan het cricketteam: al in 1882 werden de twee teams gescheiden en in 1925 werd het cricketteam zelfs opgeheven.
Op 22 april 1887 werd de club professioneel, nadat enkelen van de beste spelers hadden gedreigd op te stappen. In 1889 werd hun aanmelding om toe te treden tot de Football League afgewezen, maar in 1892 werden ze wel toegelaten.
De club heette officieel The Wednesday Football Club tot 1929 toen de naam werd veranderd in Sheffield Wednesday Football Club. Niettemin gaat deze laatste naam al terug tot 1883; in de wandeling stond en staat de club bekend als "The Wednesday".
Na 1930 werd de club geen landskampioen meer en in 1935 werd de laatste, en voorlopig enige, FA Cup gewonnen. Na die winst duurde het tot 1991 voor de club weer een prijs won. De League Cup werd gewonnen, door een 1-0 overwinning op Manchester United. Het enige doelpunt kwam op naam van de Ier John Sheridan. In 1993 werd zowel de finale van de FA Cup (Arsenal won in de verlenging van de replay met 2-1, nadat de eerste wedstrijd in 1-1 was geëindigd), als van de League Cup (wederom Arsenal won met 2-1) verloren.
Daarna ging het bergafwaarts met de club en het kwam zelfs in de derde divisie van het Engelse voetbal terecht.
Sheffield Wednesday won op 29 mei 2005 de play-offs van de League One en dwong daarmee promotie af naar de Championship.
In het seizoen 2009/2010 eindigde Sheffield Wednesday op de plaats 22 met 47 punten, 2 punten minder dan Crystal Palace, wat betekende dat Sheffield Wednesday in het seizoen 2010/2011 weer in de League One speelde. Dit seizoen verliep slecht en dreigde uit te lopen op degradatie, maar de ploeg wist dit te vermijden onder Gary Megson, die Alan Irvine opvolgde als trainer tijdens het seizoen. Wednesday eindigde op plaats 15.
In het seizoen 2011/2012 speelde Wednesday onder twee managers, eerst Gary Megson en daarna Dave Jones. Wednesday behaalde een clubrecord voor het aantal punten in een seizoen met 93 punten en eindigde tweede in League One, wat een automatische terugkeer naar de Championship opleverde. Het seizoen begon moeizaam, maar na een betere tweede seizoenshelft wist Sheffield Wednesday degradatie af te wenden. Het seizoen werd besloten op plaats achttien, met vier punten meer dan de beste degradant.
Op 29 januari 2015 werd bekend dat Sheffield Wednesday volledig eigendom was geworden van de Thaise "tonijntycoon" Dejphon Chansiri. De zakenman, wiens familie het visverwerkingsbedrijf Thai Union Frozen Group bezit, zou omgerekend 40 miljoen euro voor de club hebben betaald. Hij nam de zeggenschap over van de vertrekkende bestuursvoorzitter Milan Mandaric. De Kroaat had het sinds december 2010 voor het zeggen bij Sheffield Wednesday. In 2016 eindigde de club zesde en plaatste zich voor de eindronde om promotie. De club versloeg eerst Brighton & Hove Albion en verloor dan de finale van Hull City.
Sheffield Wednesday nam op 23 december 2017 per direct afscheid van trainer Carlos Carvalhal. Dat gebeurde vlak na de 2-1 nederlaag tegen Middlesbrough, waardoor The Owls afzakten naar de vijftiende plaats in het Championship. Carvalhal was sinds juni 2015 de hoofdtrainer bij Wednesday. Eerder was hij werkzaam bij onder andere Sporting Portugal, Beşiktaş en Istanbul Başakşehir.
In 2021 degradeerde de club naar de League One om na twee seizoenen in de derde klasse terug te keren naar de Championship. In 2025 raakte de club in zwaar weer; de salarissen werden niet meer betaald, trainer Danny Rohl stapte op en een aantal spelers vertrok eveneens, waardoor de selectie terugliep naar 15 man..

## Erelijst
Engels landskampioenschap (4x)
1902/03, 1903/04, 1928/29, 1929/30
Football League Second Division (5x)
1899/1900, 1925/26, 1951/52, 1955/56, 1958/59
FA Cup (3x)
1896, 1907, 1935
League Cup (1x)
1991
FA Community Shield (1x)
1935

## Overzichtlijsten

### Eindklasseringen vanaf 1946/47
- 1947 20e
Second Division
- 1948 4e
Second Division
- 1949 8e
Second Division
- 1950 2e
Second Division
- 1951 21e
First Division
- 1952 1e
Second Division
- 1953 18e
First Division
- 1954 19e
First Division
- 1955 22e
First Division
- 1956 1e
Second Division
- 1957 14e
First Division
- 1958 22e
First Division
- 1959 1e
Second Division
- 1960 5e
First Division
- 1961 2e
First Division
- 1962 6e
First Division
- 1963 6e
First Division
- 1964 6e
First Division
- 1965 8e
First Division
- 1966 17e
First Division
- 1967 11e
First Division
- 1968 19e
First Division
- 1969 15e
First Division
- 1970 22e
First Division
- 1971 15e
Second Division
- 1972 14e
Second Division
- 1973 10e
Second Division
- 1974 19e
Second Division
- 1975 22e
Second Division
- 1976 20e
Third Division
- 1977 8e
Third Division
- 1978 14e
Third Division
- 1979 14e
Third Division
- 1980 3e
Third Division
- 1981 10e
Second Division
- 1982 4e
Second Division
- 1983 6e
Second Division
- 1984 2e
Second Division
- 1985 8e
First Division
- 1986 5e
First Division
- 1987 13e
First Division
- 1988 11e
First Division
- 1989 15e
First Division
- 1990 18e
First Division
- 1991 3e
Second Division
- 1992 3e
First Division
- 1993 7e
Premier League
- 1994 7e
Premier League
- 1995 13e
Premier League
- 1996 15e
Premier League
- 1997 7e
Premier League
- 1998 16e
Premier League
- 1999 12e
Premier League
- 2000 19e
Premier League
- 2001 17e
First Division
- 2002 20e
First Division
- 2003 22e
First Division
- 2004 16e
Second Division
- 2005 5e
League One
- 2006 18e
Championship
- 2007 9e
Championship
- 2008 16e
Championship
- 2009 12e
Championship
- 2010 22e
Championship
- 2011 15e
League One
- 2012 2e
League One
- 2013 18e
Championship
- 2014 16e
Championship
- 2015 13e
Championship
- 2016 6e
Championship
- 2017 4e
Championship
- 2018 15e
Championship
- 2019 12e
Championship
- 2020 16e
Championship
- 2021 24e
Championship
- 2022 4e
League One
- 2023 3e
League One
- 2024 20e
Championship
- 2025 12e
Championship

- First Division
- Second Division
- Third Division
- Premier League
- Championship
- League One

ⓘ In 1992 invoering van de Premier League en opheffing van de Fourth Division; in 2004 opheffing van de First, Second en Third Division.

### Seizoensresultaten vanaf 1981
| Seizoen   | №  | Clubs | Divisie         | Duels | Winst | Gelijk | Verlies | Doelsaldo | Punten |
| --------- | -- | ----- | --------------- | ----- | ----- | ------ | ------- | --------- | ------ |
| 1980–1981 | 10 | 22    | Second Division | 42    | 17    | 8      | 17      | 53–51     | 42     |
| 1981–1982 | 4  | 22    | Second Division | 42    | 20    | 10     | 12      | 55–51     | 70     |
| 1982–1983 | 6  | 22    | Second Division | 42    | 16    | 15     | 11      | 60–47     | 63     |
| 1983–1984 | 2  | 22    | Second Division | 42    | 26    | 10     | 6       | 72–34     | 88     |
| 1984–1985 | 8  | 22    | First Division  | 42    | 17    | 14     | 11      | 58–45     | 65     |
| 1985–1986 | 5  | 22    | First Division  | 42    | 21    | 10     | 11      | 63–54     | 73     |
| 1986–1987 | 13 | 22    | First Division  | 42    | 13    | 13     | 16      | 58–59     | 52     |
| 1987–1988 | 11 | 21    | First Division  | 40    | 15    | 8      | 17      | 52–66     | 53     |
| 1988–1989 | 15 | 20    | First Division  | 38    | 10    | 12     | 16      | 34–51     | 42     |
| 1989–1990 | 18 | 20    | First Division  | 38    | 11    | 10     | 17      | 35–51     | 43     |
| 1990–1991 | 3  | 24    | Second Division | 46    | 22    | 16     | 8       | 80–51     | 82     |
| 1991–1992 | 3  | 22    | First Division  | 42    | 21    | 12     | 9       | 62–49     | 75     |
| 1992–1993 | 7  | 22    | Premier League  | 42    | 15    | 14     | 13      | 55–51     | 59     |
| 1993–1994 | 7  | 22    | Premier League  | 42    | 16    | 16     | 10      | 76–54     | 64     |
| 1994–1995 | 13 | 22    | Premier League  | 42    | 13    | 12     | 17      | 49–57     | 51     |
| 1995–1996 | 15 | 20    | Premier League  | 38    | 10    | 10     | 18      | 48–61     | 40     |
| 1996–1997 | 7  | 20    | Premier League  | 38    | 14    | 15     | 9       | 50–51     | 57     |
| 1997–1998 | 16 | 20    | Premier League  | 38    | 12    | 8      | 18      | 52–67     | 44     |
| 1998–1999 | 12 | 20    | Premier League  | 38    | 13    | 7      | 18      | 41–42     | 46     |
| 1999–2000 | 19 | 20    | Premier League  | 38    | 8     | 7      | 23      | 38–70     | 31     |
| 2000–2001 | 17 | 24    | First Division  | 46    | 15    | 8      | 23      | 52–71     | 53     |
| 2001–2002 | 20 | 24    | First Division  | 46    | 12    | 14     | 20      | 49–71     | 50     |
| 2002–2003 | 22 | 24    | First Division  | 46    | 10    | 16     | 20      | 56–73     | 46     |
| 2003–2004 | 16 | 24    | Second Division | 46    | 13    | 14     | 19      | 48–64     | 53     |
| 2004–2005 | 5  | 24    | League One      | 46    | 19    | 15     | 12      | 77–59     | 72     |
| 2005–2006 | 19 | 24    | Championship    | 46    | 13    | 13     | 20      | 39–52     | 52     |
| 2006–2007 | 9  | 24    | Championship    | 46    | 20    | 11     | 15      | 70–66     | 71     |
| 2007–2008 | 16 | 24    | Championship    | 46    | 14    | 13     | 19      | 54–55     | 55     |
| 2008–2009 | 12 | 24    | Championship    | 46    | 16    | 13     | 17      | 51–58     | 61     |
| 2009–2010 | 22 | 24    | Championship    | 46    | 11    | 14     | 21      | 49–69     | 47     |
| 2010–2011 | 15 | 24    | League One      | 46    | 16    | 10     | 20      | 67–67     | 58     |
| 2011–2012 | 2  | 24    | League One      | 46    | 28    | 9      | 9       | 81–48     | 93     |
| 2012–2013 | 18 | 24    | Championship    | 46    | 16    | 10     | 20      | 53–61     | 58     |
| 2013–2014 | 16 | 24    | Championship    | 46    | 13    | 14     | 19      | 63–65     | 53     |
| 2014–2015 | 13 | 24    | Championship    | 46    | 14    | 18     | 14      | 43–49     | 60     |
| 2015–2016 | 6  | 24    | Championship    | 46    | 19    | 17     | 10      | 66–45     | 74     |
| 2016–2017 | 4  | 24    | Championship    | 46    | 24    | 9      | 13      | 60–45     | 81     |
| 2017–2018 | 15 | 24    | Championship    | 46    | 14    | 15     | 17      | 59–60     | 57     |
| 2018–2019 | 12 | 24    | Championship    | 46    | 16    | 16     | 14      | 60–52     | 64     |
| 2019–2020 | 16 | 24    | Championship    | 46    | 15    | 11     | 20      | 58-66     | 56     |
| 2020–2021 | 24 | 24    | Championship    | 46    | 12    | 11     | 23      | 40-61     | 41     |
| 2021-2022 | 4  | 24    | League One      | 46    | 24    | 13     | 9       | 78-50     | 85     |
| 2022-2023 | 3  | 24    | League One      | 46    | 28    | 12     | 6       | 81-37     | 96     |
| 2023-2024 | 20 | 24    | Championship    | 46    | 15    | 8      | 23      | 44-68     | 53     |
| 2024-2025 | 12 | 24    | Championship    | 46    | 15    | 13     | 18      | 60-69     | 58     |

### Sheffield Wednesday in Europa
Uitslagen vanuit gezichtspunt Sheffield Wednesday
| Seizoen                                                     | Competitie           | Ronde   | Land                                         | Club                 | Totaalscore | 1e W    | 2e W    | PUC |
| ----------------------------------------------------------- | -------------------- | ------- | -------------------------------------------- | -------------------- | ----------- | ------- | ------- | --- |
| 1961/62                                                     | Jaarbeursstedenbeker | 1R      | Vlag van Frankrijk                           | Olympique Lyon       | 7-6         | 2-4 (U) | 5-2 (T) | 7.0 |
|                                                             |                      | 1/8     | Vlag van Italië                              | AS Roma              | 4-1         | 4-0 (T) | 0-1 (U) | 7.0 |
|                                                             |                      | 1/4     | Vlag van Spanje (11 okt. 1945- 20 jan. 1977) | FC Barcelona         | 3-4         | 3-2 (T) | 0-2 (U) | 7.0 |
| 1963/64                                                     | Jaarbeursstedenbeker | 1R      | Vlag van Nederland                           | DOS Utrecht          | 8-2         | 4-1 (U) | 4-1 (T) | 4.0 |
|                                                             |                      | 1/8     | Vlag van Duitsland                           | 1. FC Köln           | 3-5         | 2-3 (U) | 1-2 (T) | 4.0 |
| 1992/93                                                     | UEFA Cup             | 1R      | Vlag van Luxemburg                           | Spora Luxemburg      | 10-2        | 8-1 (T) | 2-1 (U) | 5.0 |
|                                                             |                      | 2R      | Vlag van Duitsland                           | 1. FC Kaiserslautern | 3-5         | 1-3 (U) | 2-2 (T) | 5.0 |
| 1995                                                        | Intertoto Cup        | Groep 1 | Vlag van Duitsland                           | Karlsruher SC        | 1-1         | 1-1 (U) |         | 0.0 |
|                                                             |                      | Groep 1 | Vlag van Zwitserland                         | FC Basel             | 0-1         | 0-1 (T) |         | 0.0 |
|                                                             |                      | Groep 1 | Vlag van Denemarken                          | Aarhus GF            | 3-1         | 3-1 (T) |         | 0.0 |
|                                                             |                      | Groep 1 | Vlag van Polen                               | Górnik Zabrze        | 3-2         | 3-2 (T) | (2e)    | 0.0 |
| Totaal aantal behaalde punten voor UEFA coëfficiënten: 16.0 |                      |         |                                              |                      |             |         |         |     |

Zie ook:
- Deelnemers UEFA-toernooien Engeland
- Ranglijst van alle clubs die in de diverse Europa Cups zijn uitgekomen

## Bekende (oud-)spelers

### Nederlanders
- Joost van Aken
- Regi Blinker
- Ibrahim Cissoko
- Alessio Da Cruz
- Royston Drenthe
- Urby Emanuelson
- Etiënne Esajas
- Wim Jonk
- Glenn Loovens
- Anthony Musaba
- Joey Pelupessy
- Gerald Sibon
- Sylla Sow
- Orlando Trustfull

### Belgen
- Marc Degryse
- Gilles De Bilde
- Marnick Vermijl

### Overig
- Emiliano Martínez
- Viv Anderson
- Michail Antonio
- Peter Atherton
- Barry Bannan
- Ross Barkley
- Saido Berahino
- Mark Bright
- Benito Carbone
- Lee Chapman
- Paolo Di Canio
- Steven Fletcher
- Trevor Francis
- John Harkes
- David Hirst
- Grant Holt
- Bradley Jones
- Jim Magilton
- Gary Megson
- Steve Nicol
- Roland Nilsson
- Oguchi Onyewu
- Carlton Palmer
- Nigel Pearson
- Mark Pembridge
- Dan Petrescu
- Kevin Pressman
- Mark Robins
- John Sheridan
- Peter Shirtliff
- Andy Sinton
- Pavel Srníček
- Dejan Stefanović
- Mel Sterland
- Jamie Vardy
- Chris Waddle
- Des Walker
- Paul Warhurst
- Guy Whittingham
- Paul Williams
- Chris Woods
- Nigel Worthington

## Trainer-coaches
| Van        | Tot        | Naam               | D   | W  | G  | V  |
| ---------- | ---------- | ------------------ | --- | -- | -- | -- |
| 01.02.2019 |            | Steve Bruce        |     |    |    |    |
| 05.01.2018 | 21.12.2018 | Jos Luhukay        | 48  | 16 | 13 | 19 |
| 30.06.2015 | 23.12.2017 | Carlos Carvalhal   | 131 | 56 | 37 | 38 |
| 01.12.2013 | 30.06.2015 | Stuart Gray        | 68  | 26 | 19 | 23 |
| 02.03.2012 | 30.11.2013 | Dave Jones         | 81  | 29 | 30 | 22 |
| 04.02.2011 | 29.02.2012 | Gary Megson        | 62  | 28 | 12 | 22 |
| 08.01.2010 | 03.02.2011 | Alan Irvine        | 59  | 24 | 22 | 13 |
| 06.11.2006 | 07.01.2010 | Brian Laws         | 154 | 52 | 60 | 42 |
| 23.09.2004 | 19.10.2006 | Paul Sturrock      | 104 | 35 | 40 | 29 |
| 01.11.2002 | 30.09.2004 | Chris Turner       | 96  | 29 | 36 | 31 |
| 17.10.2001 | 31.10.2002 | Terry Yorath       | 56  | 16 | 25 | 15 |
| 06.07.1998 | 21.03.2000 | Danny Wilson       | 80  | 23 | 40 | 17 |
| 14.11.1997 | 30.06.1998 | Ron Atkinson       | 27  | 9  | 11 | 7  |
| 01.07.1995 | 30.06.1997 | David Pleat        |     |    |    |    |
| 07.06.1991 | 20.05.1995 | Trevor Francis     |     |    |    |    |
| 14.02.1989 | 30.06.1991 | Ron Atkinson       |     |    |    |    |
| 21.10.1988 | 12.02.1989 | Peter Eustace      |     |    |    |    |
| 24.06.1983 | 09.10.1988 | Howard Wilkinson   |     |    |    |    |
| 06.10.1977 | 30.06.1983 | Jack Charlton      |     |    |    |    |
| 15.10.1975 | 05.10.1977 | Len Ashurst        |     |    |    |    |
| 01.07.1973 | 30.06.1975 | Steve Burtenshaw   |     |    |    |    |
| 01.07.1968 | 30.06.1969 | Jack Marshall      |     |    |    |    |
| 01.07.1964 | 14.02.1968 | Alan Winston Brown |     |    |    |    |
| 01.07.1961 | 30.06.1964 | Vic Buckingham     |     |    |    |    |
| 01.07.1958 | 21.04.1961 | Harry Catterick    |     |    |    |    |
| 01.07.1954 | 30.06.1958 | Jack Marshall      |     |    |    |    |
| 01.07.1933 | 31.12.1937 | Billy Walker       | 187 | 66 | 68 | 53 |